# Michel Maisonneuve
Michel Maisonneuve (ur. 16 czerwca 1955 roku w Clichy, zm. 6 lipca 2014 w Paryżu) – francuski kierowca wyścigowy.

## Kariera
Maisonneuve rozpoczął karierę w międzynarodowych wyścigach samochodowych w 1979 roku od startów we Francuskiej Formule Renault, gdzie jednak nie zdobywał punktów. Cztery lata później był wicemistrzem tej serii. W późniejszych latach Francuz pojawiał się także w stawce Porsche 944 Turbo Cup France, Grand Prix Monako Formuły 3, Championnat de France Formule Renault Turbo, Francuskiej Formuły 3, Trophee Porsche Turbo Cup, 24-godzinnego wyścigu Le Mans, Francuskiego Pucharu Porsche Carrera, Sportscar World Championship oraz French GT Championship.